# Centralna Szkoła Instruktorów Szybowcowych
Centralna Szkoła Instruktorów Szybowcowych – cywilna szkoła szybowcowa funkcjonująca w latach 1948−1952. W trakcie swego funkcjonowania wyszkolono w niej około 150 instruktorów szybownictwa.

## Historia
Polskie lotnictwo, odtwarzane po II wojnie światowej, potrzebowało wyszkolonych instruktorów, którzy mogliby prowadzić masowe szkolenie pilotów szybowcowych. Instytut Szybownictwa organizował kursy instruktorów w Bielsku i Goleszowie, lecz były to działania doraźne i nie zapewniały wystarczającej ilości kadry szkoleniowej. W 1948 r. Instytut Szybownictwa porozumiał się z Dowództwem Lotnictwa, Departamentem Lotnictwa Cywilnego i Powszechną Organizacją „Służba Polsce” w celu stworzenia Centralnej Szkoły Instruktorów Szybowcowych, która miała organizować roczne szkolenia instruktorów. Każdy z kursantów po szkoleniu musiał spełnić warunki do otrzymania Srebrnej Odznaki Szybowcowej, tzn. wykonać przelot 50 km, uzyskać przewyższenie 1000 m oraz wykonać lot trwający 5 godzin.
Szkoła została utworzona w październiku 1948 r. w Goleszowie i podlegała Powszechnej Organizacji „Służba Polsce”. Jej uroczyste otwarcie nastąpiło 1 listopada, komendantem został mianowany kpt. Stanisław Fedyszyn a jego zastępcą por. Jan Nowak. Szefem wyszkolenia ogólnego został Włodzimierz Humen, a  Edward Adamski – szefem wyszkolenia lotniczego. Po półtora miesiąca funkcjonowania w Goleszowie Szkoła została przeniesiona do Aleksandrowic. Na pierwszy turnus zgłosiło się ok. stu kandydatów, których wiedza lotnicza była bardzo zróżnicowana. Dla wyrównania jej poziomu junakom zorganizowano zajęcia z wiedzy ogólnej, teorii lotniczej, a także zajęcia kulturalne i sportowe. Nieodłączną częścią szkolenia była również praca społeczna. Kursanci szkolenie lotnicze odbywali na lotniskach w Lisich Kątach, Jeżowie oraz na górze Żar. Na szkolenie spadochronowe byli kierowani do Nowego Targu, a w innych szkołach szybowcowych odbywali praktykę instruktorską. Cykl szkoleniowy obejmował ok. 1400 godzin zajęć rozłożonych na 12 miesięcy oraz dwa miesiące praktyki instruktorskiej w aeroklubach. Funkcję wykładowców pełnili pracownicy Szybowcowego Zakładu Doświadczalnego, m.in. Władysław Nowakowski, Józef Niespał, Piotr Mynarski, Józef Zieleziński, Justyn Sandauer. Pierwszy turnus ukończyło 33 instruktorów. Z racji podległości Szkoły pod Służbę Pracy kursanci nosili mundury w kolorze stalowym z oznakami SP, dodatkowo nosili odznakę Szkoły oraz Ligi Lotniczej. Umundurowanie było uzupełnione elementami pochodzącymi z alianckiego demobilu.
W 1950 r. zorganizowano drugi turnus, na który zgłosiło się około czterdziestu chętnych. Wymagano od nich legitymowania się drugim stopniem wyszkolenia szybowcowego oraz przejścia badań lekarskich w Centralnym Instytucie Badań Lotniczo-Lekarskich w Warszawie. W czasie trwania turnusu Szkoła została przejęta przez Ligę Lotniczą. W ramach tego turnusu szkolenie odbywali też szybownicy z Bułgarii i Czechosłowacji. Drugi turnus zakończył się wyszkoleniem 35 instruktorów.

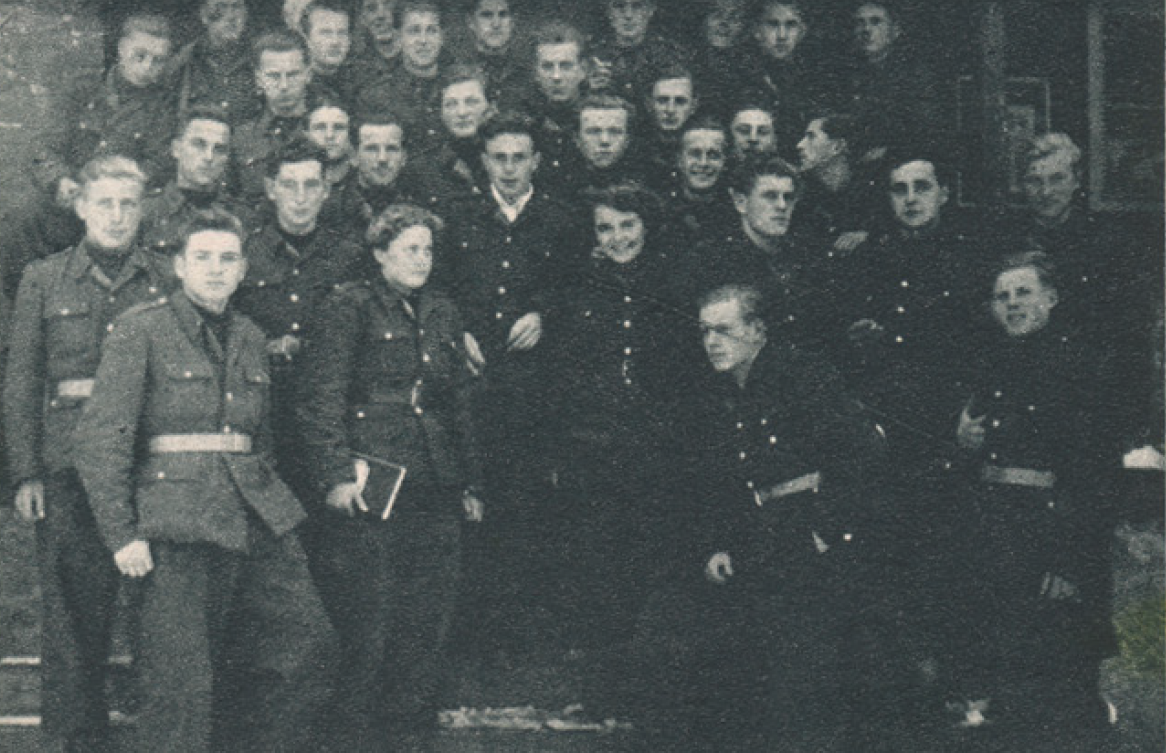
IV turnus Centralnej Szkoły Instruktorów Szybowcowych

Trzeci turnus zorganizowano w 1951 r. Nabór na niego prowadziły Okręgowe Zarządy Powszechnej Organizacji „Służba Polsce”. Przyjmowano kandydatów posiadających II oraz III stopień wyszkolenia szybowcowego. W maju wszystkich kursantów skierowano na obowiązkowe badania lekarskie do CIBLL. W trakcie trwania turnusu do Polaków dołączyli również szybownicy z Bułgarii. Kursanci z trzeciego turnusu byli jednymi z pierwszych w Polsce pilotów szybowcowych wyszkolonych metodą lotów na szybowcach dwuosobowych. W trakcie tego turnusu nastąpiła zmiana władz szkoły. Na stanowisko komendanta został powołany kpt. pilot Henryk Czarnecki, a na zastępcę wyznaczono Jana Winczo.
W 1952 r., podczas trwania czwartego turnusu szkolenia, Szkoła została przeniesiona do Jeżowa Sudeckiego i przemianowana na Centrum Wyszkolenia Instruktorów Szybowcowych. Komendantem pozostał Henryk Czarnecki, a zastępcą Jan Winczo. Przy naborze kandydatów do szkolenia położono nacisk na prezentowane postawy polityczne, a nie na posiadane wyszkolenie szybowcowe. Wielu z kandydatów nie miało ukończonej szkoły powszechnej ani żadnego wyszkolenia szybowcowego. Część z nich została wyeliminowana ze szkolenia w trakcie nauki. W ramach tego turnusu zrezygnowano również z praktyki instruktorskiej, co zaowocowało odczuwalnie niższym poziomem wyszkolenia kursantów. Wraz z zakończeniem czwartego turnusu działalność Szkoły została zakończona.
W czasie funkcjonowania Szkoły przeszkolono cztery grupy kursantów, tytuł instruktora szybownictwa uzyskało ok. 150 osób. W 1973 r. odbył się zjazd absolwentów Szkoły.